# Despota (titolo bizantino)
Il despota (in greco δεσπότης?, despotēs, femminile δέσποινα, despoina, in bulgaro e serbo деспот/despot, femminile деспотица/despotica) è un titolo di corte bizantino, anche presente nell'Impero latino d'Oriente, Bulgaria, Serbia e Impero di Trebisonda.

## Origini e distribuzione

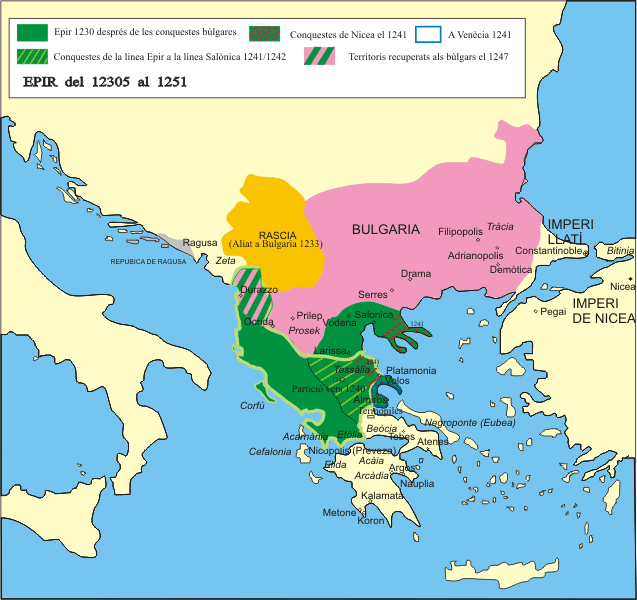
Il Despotato d'Epiro.

L'originale termine greco despotēs significava semplicemente signore (in senso nobiliare) ed era sinonimo di Kyrios. In greco equivaleva quindi al latino dominus e, inizialmente, la figura del despota indicava l'Imperatore romano; il termine veniva occasionalmente usato negli eventi formali e anche nelle monete.
Il titolo di despota, passato a indicare la dignità nobiliare più alta, fu assegnato al membro di corte più importante, ad esempio il re di Ungheria Béla III e l'erede dell'imperatore di Bisanzio Manuele I Comneno nel 1163. 
Il titolo di despota si diffuse, dopo la quarta crociata, negli stati che erano nell'orbita di influenza culturale bizantina e fu proprio di tutti i sovrani che aspiravano al titolo imperiale, inclusi gli imperatori dell'Impero latino, della Bulgaria, della Serbia, di Trebisonda; un caso particolare fu il despotato d'Epiro, dove il titolo finì per indicare lo stato.
Il titolo di despota poteva anche essere assegnato dall'imperatore a un nobile straniero per i suoi numerosi servizi prestati. Nell'Impero di Trebisonda il titolo veniva assegnato all'erede al trono, in contrasto a quello che si faceva altrove.
Negli ultimi due secoli il termine despota ha assunto una connotazione completamente negativa, come sovrano assoluto e quindi tiranno, ma il titolo originale non ha questo significato.